# هندسة كمية
في الفيزياء النظرية، الهندسة الكمومية هي مجموعة من المفاهيم الرياضية التي تعمم مفاهيم الهندسة التي يكون فهمها ضروريًا لوصف الظواهر الفيزيائية بمقاييس مسافة مماثلة لطول بلانك. في هذه المسافات، لميكانيكا الكم تأثير عميق على الظواهر الفيزيائية.